# Adolf Kajpr

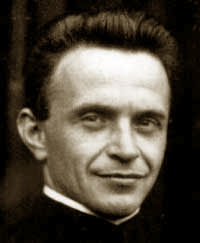
Adolf Kajpr

Adolf Kajpr  SJ (5. Juli 1902 in Hředle im Bezirk Beroun – 17. September 1959 in Leopoldov) war ein tschechoslowakischer katholischer Priester, Jesuit und Herausgeber katholischer Publikationen. Er äußerte sich nicht nur zu zentralen Themen des katholischen Glaubens, sondern auch zu aktuellen sozialen und politischen Fragen. Wegen seiner Ansichten wurde er von den Nationalsozialisten (1941–1945) und Kommunisten (1950–1959) verfolgt und inhaftiert. Nach neun Jahren kommunistischer Haft starb er mit 57 Jahren „im Ruf der Heiligkeit und des Martyriums“.

## Leben

### Kindheit und Jugend (1902–1927)
Adolf Kajpr wurde als Sohn von Adolf Kajpr (1859–1906) und Anna geb. Kytková (1861–1905) geboren und am 12. Juli 1902 in der Kirche des Hl. Laurentius im nahegelegenen Žebrák auf den Namen des hl. Adolf von Tecklenburg getauft. Die Eltern waren Pächter einer Gastwirtschaft und Metzgerei. Nach dem Tod der Mutter kehrte der Vater mit seinen Söhnen in seine Heimatstadt Bratronice zurück und starb kurz darauf. Die Söhne wurden in der Familie einer Tante im christlichen Glauben erzogen. Adolf Kajpr besuchte von 1908 bis 1916 die Grundschule, verließ diese aus finanziellen Gründen vorzeitig und arbeitete als Tagelöhner, wurde Schuster und ging schließlich in der nahegelegenen Mühle in Roučmida in die Lehre. Er bereitete sich für den Besuch des Gymnasiums mit dem Ziel eines Studiums vor. 1924–1926 leistete er seinen Wehrdienst in der tschechoslowakischen Armee ab und wurde anschließend am von Jesuiten verwalteten Erzbischöflichen Gymnasium in Prag aufgenommen.

### Eintritt in die Gesellschaft Jesu (1928–1937)
Nach der Sexta trat er in das Noviziat der Ordensgemeinschaft Gesellschaft Jesu ein, das er 1928 bis 1930 in Velehrad absolvierte. Die Reifeprüfung bestand er mit Auszeichnung. Am 15. August 1930 legte er in Velehrad die Ordensgelübde ab. 1930 bis 1932 studierte er Philosophie im belgischen Egenhoven und 1932 bis 1936 Theologie in Innsbruck. Dort erhielt er am 26. Juli 1935 die Priesterweihe und feierte anschließend die Primiz in der St.-Ignatius-Kirche in Prag und in der Allerheiligenkirche in Bratronice. Für das Tertiat hielt er sich 1936 bis 1937 in Paray-le-Monial in Frankreich auf und kehrte nach Abschluss in seine Heimat zurück.

### Priestertum und Presseapostolat (1937–1941)
Ab 1937 lebte und arbeitete Kajpr in der Jesuitenresidenz bei der St.-Ignatius-Kirche in Prag. Er erfüllte seine Pflichten im Orden, betätigte sich in der Seelsorge, leitete die Exerzitien. Er unterrichtete christliche Philosophie an der Theologischen Schule der Prager Erzdiözese (1940–1941). Schwerpunkt seines Wirkens wurde der Pressebereich. Er wurde Redakteur von vier Ordenszeitschriften, in denen er seine eigenen Beiträge veröffentlichte: Obrození (Wiedergeburt) (1939–1940), Dorost (Nachwuchs) (1939–1940), Nové směry (Neue Richtungen) (1940–1941) und Posel Božského Srdce Páně (Bote des Göttlichen Herzens des Herrn) (1937–1941).
Die Zeitschrift Dorost erregte 1939 den Unwillen der Okkupanten, als auf der Titelseite eine Fotomontage auftauchte, auf der Christus als Herakles den dreiköpfigen Höllenhund Kerberos besiegt, der die Menschen im Totenreich bewacht und im Maul das Hakenkreuz als Symbol des Nationalsozialismus hielt.
Die Redakteure Alois Koláček SJ und Adolf Kajpr SJ wurden von der Gestapo mehrmals verwarnt. Im März 1940 folgte die Verhaftung Koláčeks, im April wurde die Zeitschrift Dorost verboten. Kajpr war jedoch die Jugend so wichtig, dass er begann, das Rundschreiben Nové směry (Neue Richtungen) ohne Zustimmung der Behörden herauszugeben. Er ermutigte seine Leser und Hörer zu Glaube, Hoffnung und authentischem Patriotismus.
Er sprach von Christus als dem einzigen wahren Führer der Menschheit und davon, dass ein Christ auf der Seite der Befürworter des Guten, von Gerechtigkeit, Recht und Gleichheit aller Menschen und Nationen stehen müsse, auch wenn er vor allem sein Heimatland lieben solle. Im Februar 1941 protestierte er eben aus dieser Überzeugung heraus dagegen, dass sich Kollaborateure auf den heiligen Wenzel beriefen, um so ihre Auffassung der Zugehörigkeit der Tschechen zum Reich zu begründen. Daraufhin ließ die Gestapo die Herausgabe des Blattes einstellen.

### Gefangenschaft in NS-Konzentrationslagern (1941–1945)
Am 20. März 1941 wurde Kajpr wegen „Hetz- und Hassartikeln“ gegen das Reich festgenommen. Zunächst war er in Prag-Pankrác inhaftiert, dann im KZ Theresienstadt, mit einer „Pause“ zur Arbeit im Außenkommando, wo er in Nová Huť (heute Nižbor) bei Beroun ein Gebäude mit Garten zur Erholung für Gestapo-Mitglieder herrichten musste.
Nach einem weiteren vorübergehenden Aufenthalt in Pankrác wurde er im September 1941 ins KZ Mauthausen deportiert. Dort arbeitete er in dem berüchtigten Steinbruch. Im Mai 1942 wurde er ins KZ Dachau verlegt, wo er bis zum Kriegsende im sogenannten Priesterblock wohnte und unter anderem im Arbeitskommando „Plantage“ eingesetzt wurde. Mit den Prager Jesuiten blieb Kajpr schriftlich in Verbindung. Drei Wochen nach der Befreiung des Konzentrationslagers Dachau, am 21. Mai 1945, kehrte Kajpr zurück nach St. Ignatius in Prag. Für seine Verdienste verlieh ihm der Präsident der Republik am 12. August 1947 zwei staatliche Auszeichnungen.

### Erneute priesterliche und redaktionelle Tätigkeit (1945–1950)
Am 15. August 1945 legte Kajpr das vierte Ordensgelübde ab und wurde Professor bei der Gesellschaft Jesu. Außerdem war er als Prediger tätig, leitete geistige Erneuerungen und Exerzitien. Er gab die Zeitschrift Dorost (Nachwuchs) wieder heraus. Er wurde Chefredakteur der Zeitschrift Katolík: list pro kulturu a život z víry (Der Katholik: ein Blatt für Kultur und Leben im Glauben), die für Kajpr zusätzlich zu einer Plattform wurde, von der aus er von 1945 bis 1948 das Evangelium, sein Verständnis des christlichen Lebens und des Apostolats sowie seine Wahrnehmung des damaligen Geschehens verbreitete.
Das Blatt beeinflusste die Gläubigen vornehmlich in ihrer Wahrnehmung der Entwicklung der Tschechoslowakei in der Nachkriegszeit, in der sich die Macht der kommunistischen Partei zunehmend manifestierte. Kajpr selbst war ein Mann von ausgeprägter sozialer Gesinnung. Aber in offener Polemik gegen den Marxismus-Leninismus warnte er davor, dass jeder atheistische Humanismus notwendigerweise zu Konzentrationslagern, Gefängnissen, Hinrichtungen und vielen anderen Formen der Verfolgung führen werde. Bereits im Februar 1948 wurde die Zeitschrift Katolík (Der Katholik) für staatsfeindlich und reaktionär erklärt und Kajpr wurde die Druckerlaubnis entzogen. Damit ging die Zeitschrift zugrunde.
Kajpr widmete sich danach vollends der Seelsorge. In seinen Homilien bestärkte er die Zuhörer im Glauben und setzte seine Polemik gegen den Materialismus und die marxistische Kritik an der Religion fort.

### Verhaftung und kommunistische Gefangenschaft (1950–1959)
Am 14. März 1950 wurde Kajpr auf Weisung des Justizministers und Vorsitzenden der Staatlichen Behörde für Kirchenfragen Alexej Čepička festgenommen. Allgemein sollte demonstriert werden, dass die Kirche ein gesellschaftsgefährdender Feind sei, dem Einhalt geboten werden müsse. Mit dem Prozess sollte auch eine Intervention gegen alle männlichen Ordensangehörigen vorbereitet werden (sogenannte Aktion K). Kajpr wurde wegen seiner Bekanntheit und Kritik der kommunistischen Ideologie und Praxis ausgewählt.
Er wurde wegen „Hetz- und Hassartikeln“ gegen die volksdemokratische Ordnung und zusätzlich wegen „zersetzender“ Homilien und „Spionage“ zugunsten des Vatikans verhaftet. Die Gerichtsverhandlung fand vom 31. März bis zum 5. April 1950 statt. Kajpr wurde des Hochverrats für schuldig befunden und zu 12 Jahren Haft sowie zu weiteren zusätzlichen Strafen verurteilt.
Anschließend wurde er zunächst in Prag-Pankrác festgehalten, dann in der Strafanstalt Mírov, in Valdice (Gefängnis Valdická kartouza) und schließlich in der Festung Leopoldov in der Slowakei. Mitgefangene berichteten u. a. über Kajprs tiefen Glauben und Frömmigkeit, seine an die inhaftierten Priester gerichteten geistlichen Reden, von heimlich an Laien gesandten Ermahnungen, Exerzitien, von der Vorbereitung geheimer Novizen der Gesellschaft Jesu sowie von Vorträgen und Diskussionen zur Philosophie, Liturgie oder Literatur.

### Tod
Am 13. September 1959 erlitt Kajpr bei der Arbeit einen Herzinfarkt und wurde ins Gefängniskrankenhaus gebracht, wo er jedoch am 17. September 1959 einen zweiten Infarkt erlitt und starb. Die Gefängnisleitung beschloss in Absprache mit den obersten Behörden, ihn auf dem örtlichen Friedhof in einem lediglich mit einer Nummer markierten Grab zu bestatten. Erst während des Prager Frühlings wurden seine sterblichen Überreste am 24. Oktober 1968 exhumiert und am 25. Oktober in der Ordensgruft der Jesuiten auf dem Vyšehrader Friedhof in Prag bestattet.
Der Gerichtsprozess wurde in den nachfolgenden Jahren wiederholt überprüft. Die Justiz änderte ihre Entscheidung je nach Veränderung der politischen Umstände. Erst am 16. Dezember 1993 entschied das Gericht, Kajpr zu rehabilitieren, da er gesetzeswidrig seiner persönlichen Freiheit beraubt worden war. Damit wurde er für unschuldig erklärt.
Mitglied der Gesellschaft Jesu war Kajpr insgesamt 31 Jahre, Priester 24 Jahre lang. Davon war er 12,5 Jahre lang inhaftiert.

## Prozess der Seligsprechung
Der Ruf nach Seligsprechung wurde bereits nach Kajprs Tod laut. Papst Johannes Paul II. würdigte ihn als einen der Ordensbrüder, denen es gelang, auch unter den Bedingungen der nationalsozialistischen Konzentrationslager und Gefängnisse „ein Beispiel großer Ehrwürdigkeit durch ein Leben der christlichen Tugenden“ (26. April 1997) abzugeben, und sagte über ihn, er sei „im Ruf der Heiligkeit gestorben“ (20. Mai 1995).
Im Laufe der Zeit äußerten sich Kajprs Mitarbeiter und Mitbrüder sowie zahlreiche Zeitzeugen und spätere Forscher zu dem bemerkenswerten Zeugnis seines Lebens und würdigten sein Lebenswerk und Martyrium.
Im Herbst 2017 bewilligte der Generalobere der Gesellschaft Jesu Arturo Sosa den Antrag des Provinzials der tschechischen Provinz Josef Stuchlý SJ und erteilte die Zustimmung, den Prozess der Seligsprechung von Adolf Kajpr einzuleiten. Für die erste Phase, die auf der Ebene der Diözese erfolgt, wurde Theologieprofessor Vojtěch Novotný von der katholischen theologischen Fakultät der Karls-Universität zum Vizepostulator berufen. Dieser beantragte beim Prager Erzbischof, das Leben und den Märtyrer-Tod Adolf Kajprs zu prüfen. Adolf Kajprs Gebeine wurden am 22. September 2019 in die St.-Ignatius-Kirche in Prag übertragen.

## Gesinnung und Werk: Diener des Wortes
Eines der unverwechselbaren Merkmale Kajprs war die Fähigkeit, „den Dienst des Wortes“ zu leisten, d. h. die frohe Botschaft über Jesus Christus und sein Werk in verschiedener Form zu verkünden. Kajpr zeigte Wege auf, wie die Gemeinschaft der Menschen mit Christus bzw. die Kirche sein und täglich gelebt werden kann und wie sich dies in Handlungen manifestieren soll. Kajpr realisierte die Wortverkündigung vor allem als Predigt: Er war als geschickter, mitreißender, ausgezeichneter Prediger bekannt. Sein zweiter Tätigkeitsbereich war die Redaktionsarbeit in Zeitschriften, bei denen er selbst mitwirkte, in der Nachkriegszeit besonders in Der Katholik: ein Blatt für Kultur und Leben im Glauben. Kajpr verstand die Aufgabe der christlichen Presse nicht nur in der Information, sondern auch im Bildungsauftrag.
Kajpr bezeigte seine Liebe zum Heimatland im Einklang mit dem Christentum. Unter allen staatsbildenden Richtungen hob er die Demokratie hervor, obwohl er sich ihrer Schwächen durchaus bewusst war. Er verwies auf deren Widersprüchlichkeit zum Christentum und auf die Gefahr, dass die Würde des Menschen darunter leiden werde, wenn sich das politische System von Gott abwendet.

## Bibliographie
Die Bibliographie Kajprs, die hauptsächlich aus Beiträgen zu den von ihm herausgegebenen Blättern besteht, lässt sich in dem folgenden Buch finden: Vojtěch Novotný: Maximální křesťanství: Adolf Kajpr SJ a list Katolík. (Maximales Christentum: Adolf Kajpr SJ und das Blatt Der Katholik). Karolinum, Prag 2012, S. 266–291.
Aus der Nachkriegszeit sind insgesamt 104 Reden Kajprs erhalten geblieben, sie werden präsentiert in der Publikation Vojtěch Novotný: Ministerium verbi: Kázání Adolfa Kajpra o mši svaté, o posledních věcech člověka a o rozličných aspektech víry. (Ministerium verbi: Predigt Adolf Kajprs über die Heilige Messe, über die letzten Dinge des Menschen und über verschiedene Aspekte des Glaubens.) Karolinum, Prag 2017.